# Uwe-Karsten Ketelsen
Uwe-Karsten Ketelsen (* 29. Juli 1938 in Hannover) ist ein deutscher Literaturwissenschaftler.

## Leben
Ketelsen war wissenschaftlicher Assistent bei Karl Otto Conrady in Kiel und später in Köln. Er war von 1975 bis 2003 an der Ruhr-Universität Bochum Professor für Neuere deutsche Literaturwissenschaft mit besonderer Berücksichtigung sozialgeschichtlicher Betrachtungsweise.
Seine Forschungsschwerpunkte sind faschistische und völkische deutsche Literatur vor dem und während des Nationalsozialismus sowie die deutsche Literatur der (Früh-)Aufklärung.

## Monographien
- Heroisches Theater. Untersuchungen zur Dramentheorie des Dritten Reichs. Bonn 1968.
- Von heroischem Sein und völkischem Tod. Zur Dramatik des Dritten Reiches. Bonn 1970.
- Die Naturpoesie der norddeutschen Frühaufklärung. Poesie als Sprache der Versöhnung: alter Universalismus und neues Weltbild. Stuttgart 1974.
- Völkisch-nationale und nationalsozialistische Literatur in Deutschland (1890–1945). Stuttgart 1976.
- Literatur und Drittes Reich. Vierow 1994, ISBN 3-89498-012-5.
- Premieren in Bochum. 1919–1994. 75 Jahre Ensemble des Bochumer Schauspielhauses. Eine Dokumentation. Herne 1994.
- Ein Theater und seine Stadt. Die Geschichte des Bochumer Schauspielhauses. Köln 1999.